# Capella i necròpoli de San Vítor de Barxacova
La capella i necròpoli de Sant Vítor de Barxacova és un conjunt arqueològic situat a l'ajuntament de Parada de Sil, format per les restes d'una capella medieval i una necròpoli amb tombes antropomorfes, excavada en pedra.

## Situació
L'enclavament és a la vall del riu Mao, prop de la desembocadura del riu Sil, a la parròquia de San Lourenzo de Barxacova. Just al vessant oposat hi ha un altre penyal anomenat Pena do Castelo (Muntanya del Castell), ja a l'ajuntament de Teixeira.

## Història

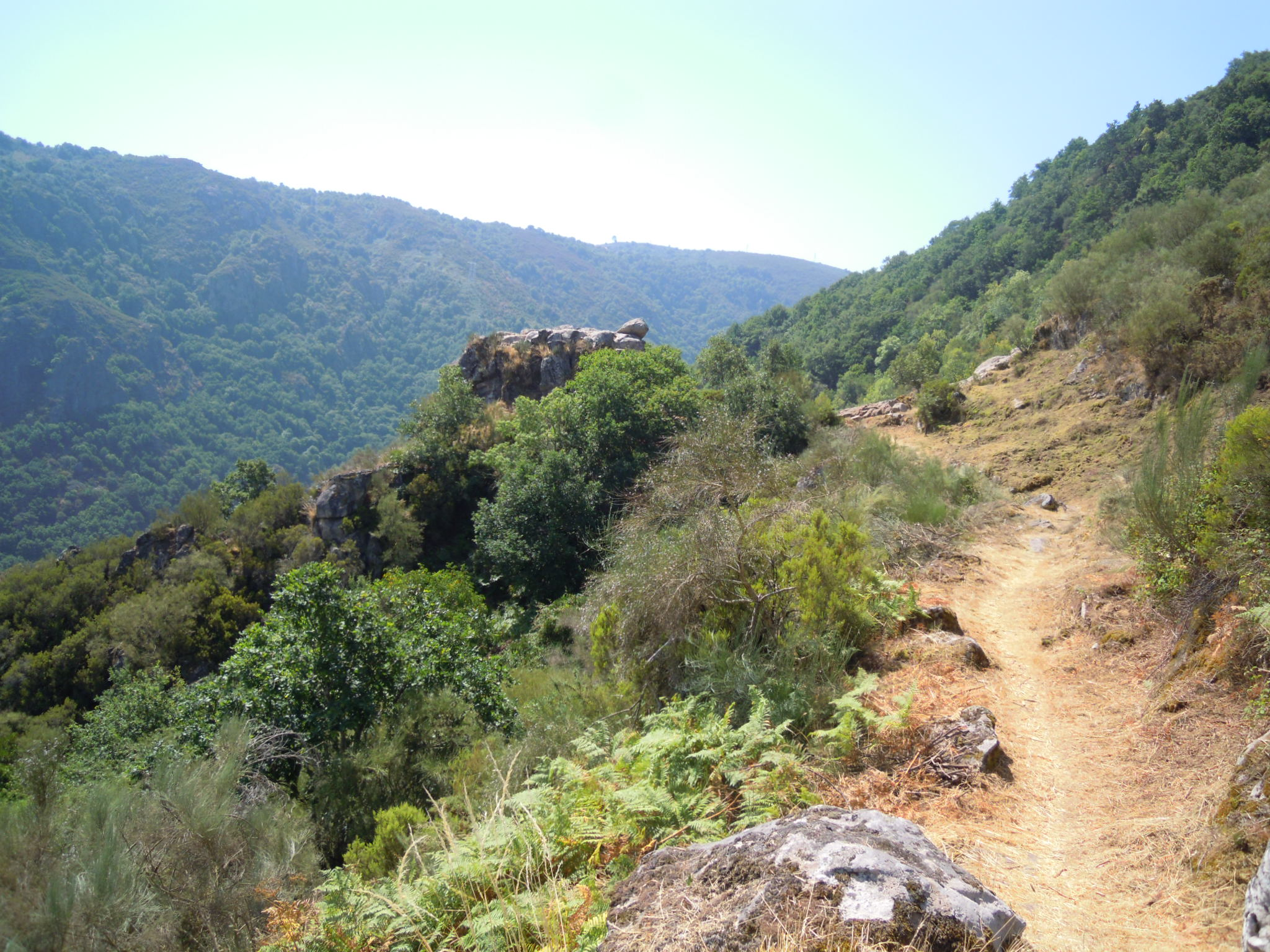
Vista del penyal a la vall del riu Mao

Des de fa molt de temps ha estat un lloc de pas. Prop del camí que va cap al pont romànic de Canceliñas es trobà l'espasa de Forcas (edat del bronze), i al mateix recinte aparegueren restes de teules romanes. Es baralla la teoria que tingués l'origen en un lloc d'observació del pas del riu Mao, juntament amb el penyal de la Pena do Castelo.
La capella i la necròpoli pertangueren al vedat del monestir de Santa Cristina de Ribas de Sil. I fins al s. XII va pertànyer al monestir de Sant Lourenzo de Barxacova, que en aquest moment passà a ser batlia de l'encomana de Quiroga, pertanyent a l'orde de Sant Joan de Jerusalem.
No se sap en quin moment fou abandonat. Segons la tradició oral, les pedres de les parets de la capella estigueren dempeus fins al segle xix.
A la primeria del XX es construí sobre el penyal una base de ciment per a una torre elèctrica, ja retirada.

## Arquitectura

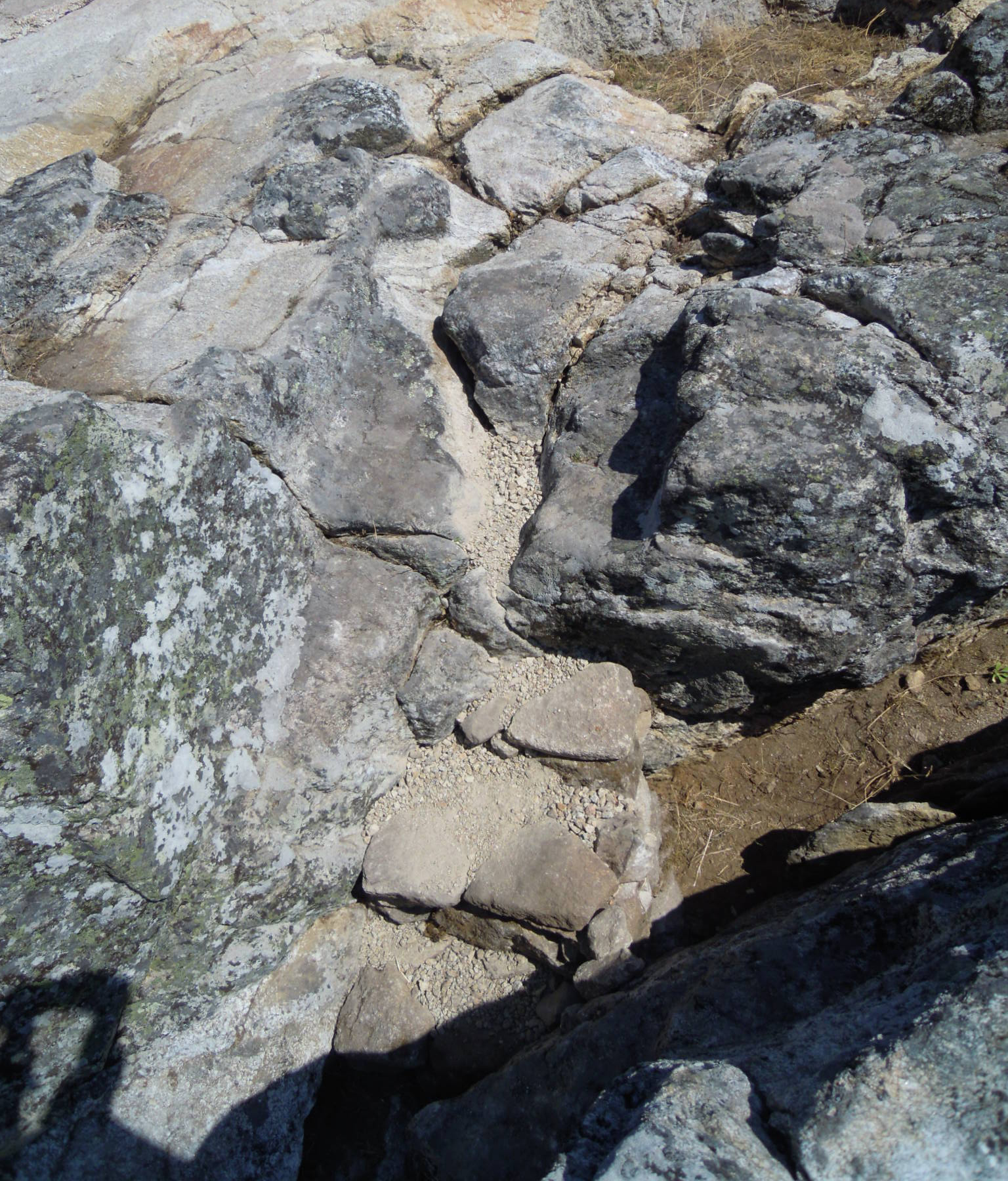
Entrada a la capella

La capella s'alçava sobre el penyal, del qual s'anaren desprenent amb el temps algunes roques. S'hi accedia per uns esglaons d'un corredor. La construcció havia de tenir uns 12 m², i se suposa que hi havia un mirador sobre la mateixa necròpoli.
Les tombes solen estar amb el cap a l'oest, amb petites variacions per a adaptar-se a l'orografia. Hi ha un gran grup de tombes alineades a l'oest de la capella, a l'altre costat del camí. Es conserven algunes lloses que cobrien les tombes, possiblement reutilitzades d'uns enterraments a altres.

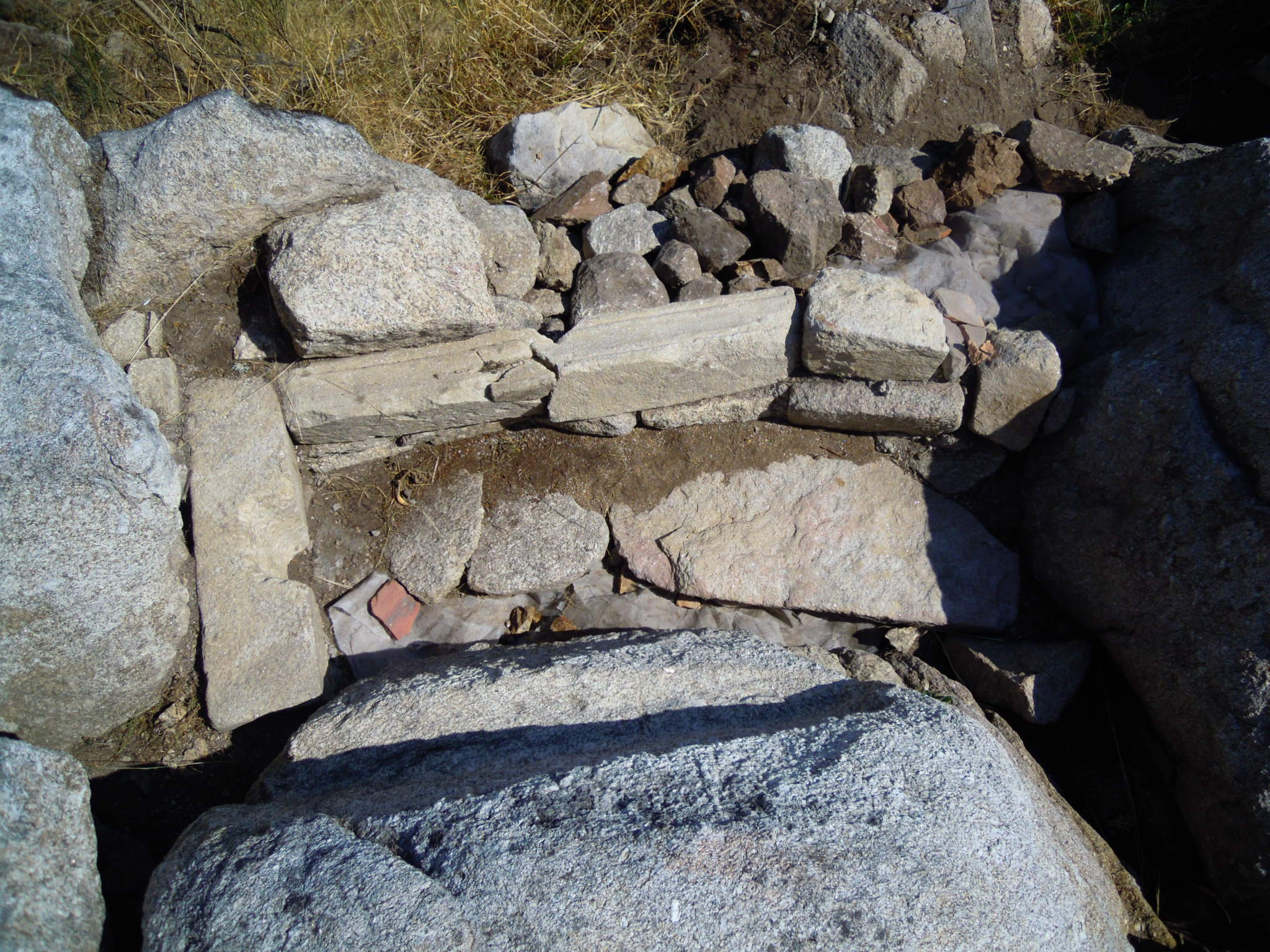
Reconstrucció de la tomba feta amb pedra tallada

A la banda sud de la capella hi havia tres tombes més: una d'aquestes inconclusa, i una altra no excavada, sinó feta de pedra tallada.

## Excavacions

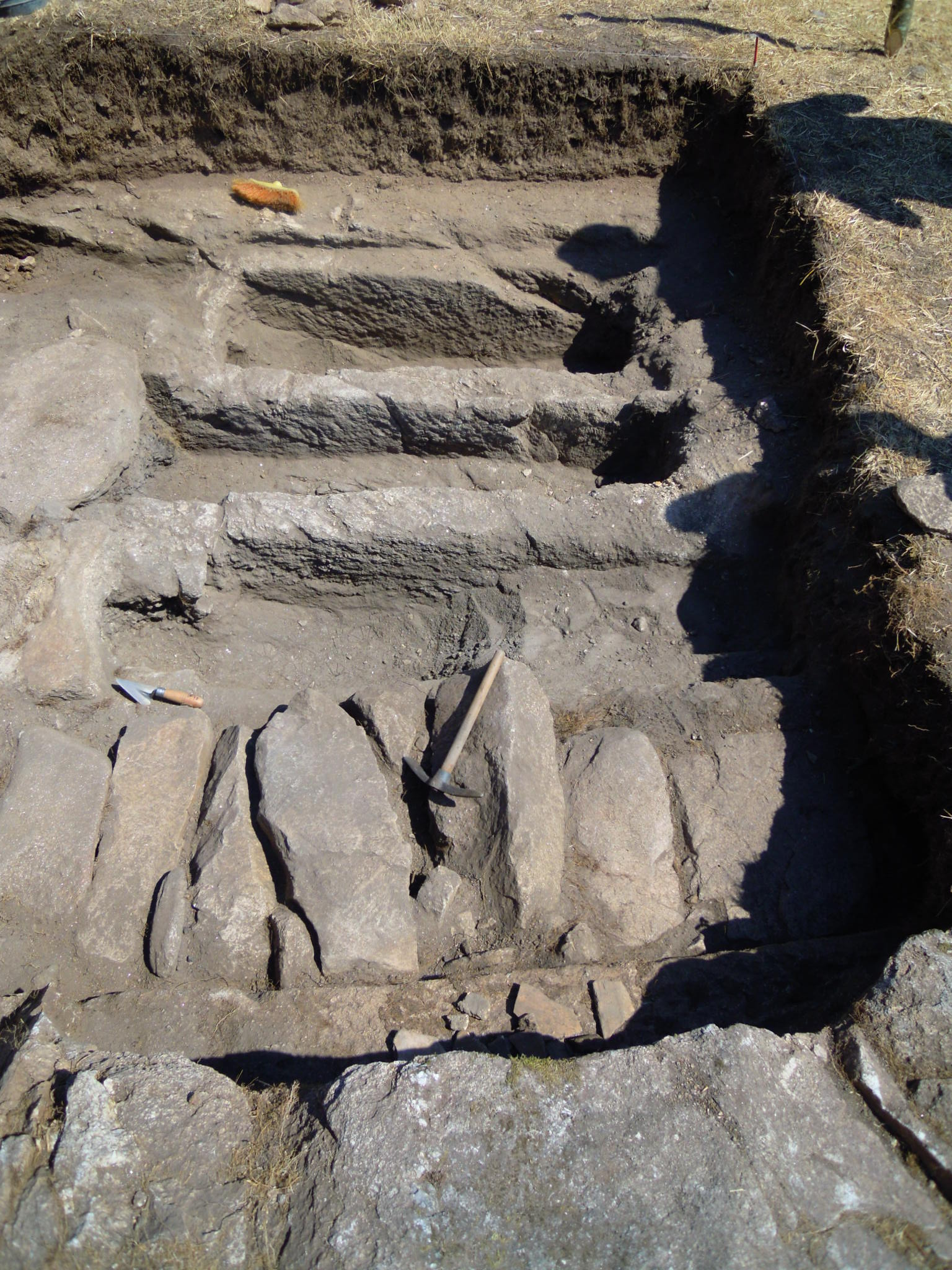
Tombes en la necròpoli

La primera campanya hi començà al 2010, dirigida per Eduardo Breogán Nieto: se'n netejà el contorn i se'n feren alguns sondeigs a l'esplanada. Les excavacions prosseguiren l'estiu de 2011.

## Vestigis
S'hi trobaren moltes peces de terrissa de cuina, un conrado de Sanç IV de Lleó, un reial de velló d'Enric II de Castella, i un ceiti d'Alfonso V de Portugal.
En una tomba de la capella aparegué un fragment de tíbia humana.

## Tradició
Al 2010 només s'hi veien tres tombes i les restes de la capella, per la qual cosa es pensà que era un cenobi eremita. L'aparició, però, de moltes peces de terrissa de cuina i la situació en un camí de pas rebutgen aquesta teoria, i donen a entendre que hi havia un assentament estable.
Segons la tradició, a l'indret s'enterraven els morts de la parròquia de San Lourenzo de Barxacova, de Forcas i de les aldees d'Ivil, parròquia de Pradomao.
La imatge de san Vítor, segons la tradició, se l'endugué un noble a sa casa d'As Quintas, parròquia de Chandrexa (Parada de Sil), mansió restaurada que encara conserva una capella privada.